# Торговельна політика ЄС
Під категорією “торговельна політика” доцільно розуміти сукупність заходів, які приймаються керівними органами певних цілісних політико-економічних утворень (у нашому випадку інституціями Європейського Союзу) для регулювання взаємовідносин між господарськими суб’єктами у сфері торгівлі.
У широкому розумінні торговельна політика стосується торгівлі як традиційними товарами (матеріальними), так і торгівлі послугами та факторами виробництва (працею, капіталом, інтелектуальною власністю тощо).
Поняття “єдина торговельна політика ЄС” з’явилося в Договорі 1957 р. про заснування Європейського економічного співтовариства (ЄЕС), відомому також під назвою Римський договір. Єдина торговельна політика є фактично політикою Співтовариства у сфері регулювання зовнішньоторговельних відносин
Мета єдиної торговельної політики Співтовариства проголошена у статті 131 Договору і полягає у прагненні сприяти гармонійному розвитку світової торгівлі, поступовій відміні обмежень в міжнародній торгівлі і зниженню митних бар’єрів.
Торговельна політика держав світу (в тому числі й ЄС) спрямована на протекціонізм національних виробників, посилення їх конкурентноздатності на міжнародній арені та на лібералізацію зовнішньо-торговельних зв’язків в цілому.
Стаття 131 Римського договору:

1. Спільну торговельну політику належить ґрунтувати на однакових принципах, зокрема стосовно змін тарифних ставок, укладання тарифних та торговельних угод, досягнення однаковості заходів лібералізації, політики експорту та захисту торгівлі, таких як ті, що їх належить вживати у разі демпінгу чи субсидій.

2. Комісії належить подавати Раді пропозиції щодо реалізації спільної торговельної політики.

3. У разі потреби провести переговори та укласти угоду з однією чи кількома державами чи міжнародними організаціями, Комісія подає рекомендації Раді, яка уповноважує Комісію почати потрібні переговори. Обов’язком Ради та Комісії є забезпечити узгодженість угод, що є предметом переговорів, із внутрішніми політиками та правилами Спільноти. Комісія провадить ці переговори, консультуючися зі спеціальним комітетом, що його призначає Рада, щоб допомогти Комісії у виконанні цього завдання та в рамках директив, які Рада Міністрів може їй дати. Комісія регулярно доповідає спеціальному комітетові про перебіг переговорів.

Після успішного завершення переговорів , країни - партнери експортують та імпортують певні товари та послуги. 